# Фолликулостимулирующий гормон

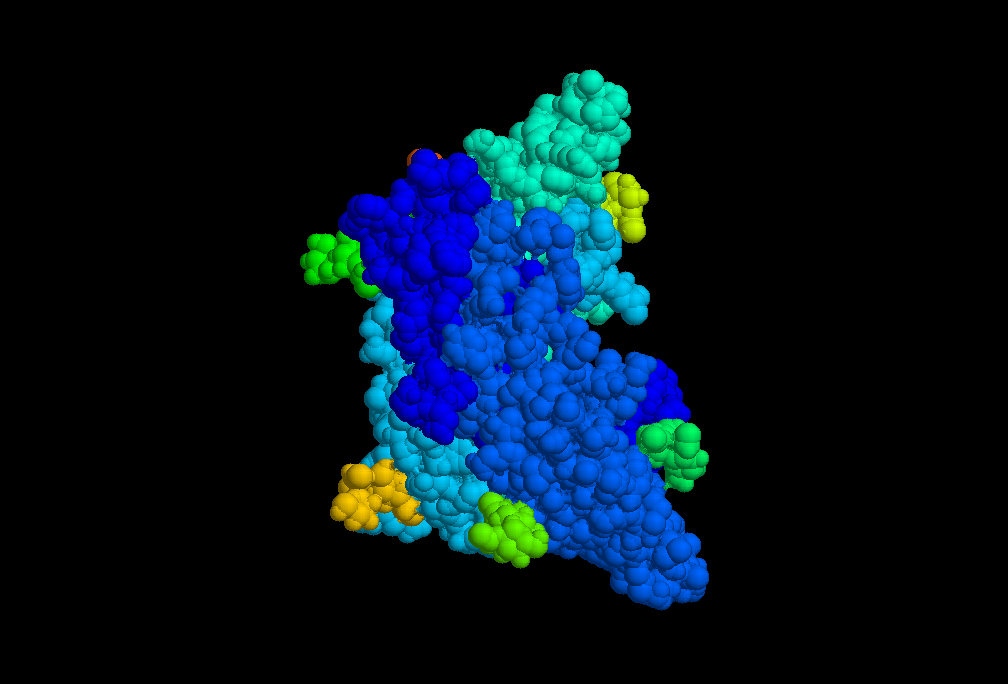
Фолликулостимулирующий гормон: субъединицы и функциональные группы окрашены в разные цвета

Фолликулостимулирующий гормон, или ФСГ, фоллитропин — гонадотропный гормон передней доли гипофиза. Представляет собой гликопротеин с молекулярной массой около 30 кД, состоящий из α- и β-субъединиц.
Вырабатывается базофильными клетками второго типа наряду с лютеинизирующим гормоном (ЛГ).

## Секреция
Образование и освобождение ФСГ стимулируется гипоталамическим декапептидом -
гонадотропин-рилизинг-гормоном, секреция которого происходит эпизодически, что в основном и определяет импульсный характер секреции ФСГ.
Т1/2 ФСГ составляет примерно 200мин.

## Механизм действия и эффекты
Связывается с рецепторами на мембранах своих клеток-мишеней в яичниках и яичках, в результате чего происходит активация аденилатциклазной системы. Образующийся цАМФ активирует протеинкиназу, которая фосфорилирует белки, опосредующие эффекты ФСГ.
ФСГ ускоряет развитие фолликулов в яичниках и образование эстрогенов, а действуя на клетки Сертоли, запускает процесс сперматогенеза.

## Гипосекреция
У самцов сопровождается недоразвитием половых желез, торможением сперматогенеза, расстройствами роста и общего развития, недостаточной выраженностью вторичных половых признаков.
У женских особей тормозятся рост и созревание фолликулов, развитие молочных желез. Самки не проявляют признаков половой охоты (инфантилизм), остаются бесплодными.

## Фолликулостимулирующий гормон в женском организме
1. Концентрация ФСГ в крови и его функции зависят от фазы менструального цикла. На протяжении всего этого периода гормоны яичника — эстрадиол и прогестерон — контролируют концентрацию ФСГ гипофизом по принципу обратной связи.
2. В фолликулярную фазу ФСГ стимулирует развитие доминантного фолликула в яичнике и созревание в нём овоцита. Вместе с лютеинизирующим гормоном (ЛГ) ФСГ запускает выработку фолликулами гормона эстрадиола, а также способствует превращению в эстрадиол тестостерона. В середине цикла происходит максимальный выброс ФСГ вместе с резким повышением уровня ЛГ, благодаря чему фолликул лопается и происходит выход яйцеклетки в маточную (фаллопиеву) трубу. Все эти функции ФСГ в фолликулярную фазу цикла помогают жёлтому телу в лютеиновую фазу вырабатывать достаточное количество гормона прогестерона.
3. В начале менструального цикла уровень ФСГ выше, чем в последние дни фолликулярной фазы. Максимальное его значение наблюдается в середине цикла, а после овуляции уровень снова падает. Увеличение концентрации ФСГ и превышение им значений фолликулярной фазы наблюдается только перед менструацией. При этом на протяжении всего цикла концентрация ФСГ в крови женщин существенно ниже концентрации ЛГ.

Определение уровня ФСГ — один из важных тестов для выявления патологий репродуктивной системы. Поэтому врач может назначить исследование концентрации гормона в крови при:
- отсутствии овуляции
- невынашивании беременности
- бесплодии
- нарушениях менструального цикла
- синдроме поликистозных яичников
- маточных кровотечениях
- эндометриозе
- снижении полового влечения
- хронических воспалительных процессах в половых органах
- гипофункции половых желез

## Фолликулостимулирующий гормон — норма у женщин
Концентрация ФСГ в крови зависит от дня менструального цикла, возраста женщины и состояния её репродуктивного здоровья. Максимальные значения приходятся на период овуляции. Как лютеинизирующий гормон и пролактин, ФСГ гормон вырабатывается гипофизом. Сначала ФСГ увеличивается постепенно, способствуя увеличению фолликулов. Затем происходит резкий скачок ЛГ и ФСГ, за счет чего лопается фолликулярная оболочка. В лютеинизированной фазе цикла уровень ФСГ постепенно снижается. ФСГ норма у женщин по возрасту отображена в таблице:
| Возраст                | Норма (мМЕ/мл) |
| До полового созревания | 1,5-4,0        |
| Репродуктивный период  | 1,7-25,0       |
| Период климакса        | 18,0-150,0     |

Норма ФСГ может меняться в зависимости от дня цикла, оценивается в комбинации с лютеинизирующим гормоном. В норме соотношение между ними должно составлять 1,3—2,5 к 1. Если показатель снижен, проблема заключает в самом процессе созревания ооцитов. Увеличение показателя указывает на наличие синдрома поликистозных яичников.

## Анализы
Анализ на фолликулостимулирующий гормон позволяет своевременно обнаружить патологические процессы в организме. Исследование подразумевает забор образца крови из вены. Посещение процедурного кабинета приходится на первую половину дня, на голодный желудок. Перед трактовкой результата, нужно изучить, почему меняется ФСГ. Одновременно с этим рекомендовано определить уровень ЛГ в крови. Анализ крови на фолликулостимулирующий гормон делают по показаниям. К ним относят:
- Подозрение на эндометриоз;
- Нарушение регулярности менструального цикла;
- Регуляция результата лечения гормонами;
- Отклонения в половом развитии;
- Воспалительные процессы в малом тазу;
- Синдром поликистозных яичников.

## Фолликулостимулирующий гормон в мужском организме
1. В организме мужчин ФСГ способствует развитию и функционированию семенников и семенных канальцев, а также усиливает сперматогенез. Он стимулирует синтез андроген-связывающего белка в клетках Сертоли и помогает «доставлять» тестостерон к придатку яичка — это способствует правильному созреванию сперматозоидов. Также от ФСГ зависит нормальная функция тканей яичка и выработка гормона тестостерона клетками Лейдига.
2. По принципу обратной связи тестостерон влияет на гипоталамус и гипофиз, способствуя снижению синтеза ФСГ. Помимо этого, на уровень ФСГ влияет и секретируемый в семенных канальцах ингибин.
3. Исследование уровня ФСГ у мужчин обычно рекомендуют проводить с целью диагностики гипофункции половых желез и бесплодия (в особенности при олиго- или азооспермии), а также при снижении полового влечения и импотенции.

## Физиологическая норма у человека
Значения приведены в МЕ/мл.
Женщины: I фаза 2,8-11,3; II фаза 1,2—9; овуляторный пик 5,8—21; постменопауза 21,7—153; девочки 1,6—9 лет 0,11—1,6.
Мужчины: 0,7—11,1.